# Huttonita
La huttonita és un mineral de la classe dels silicats que pertany al supergrup de la monazita. Va ser descoberta l'any 1950 a una platja de West Coast, Nova Zelanda per Colin Osborne Hutton (1910-1971), mineralogista neozelandès-estatunidenc professor de la Universitat Stanford, de qui n'agafa el nom.

## Característiques
La huttonita és un nesosilicat de fórmula química ThSiO₄. És el dimorf de la torita i és isostructural amb la monazita. El seu color varia de d'incolor a crema molt clar o verd clar. La seva duresa a l'escala de Mohs és 5.
Segons la classificació de Nickel-Strunz, la huttonita pertany a «9.AD - Nesosilicats sense anions addicionals; cations en [6] i/o major coordinació» juntament amb els següents minerals: larnita, calcio-olivina, merwinita, bredigita, andradita, almandina, calderita, grossulària, henritermierita, hibschita, hidroandradita, katoïta, goldmanita, kimzeyita, knorringita, majorita, morimotoïta, vogesita, schorlomita, spessartina, uvarovita, wadalita, holtstamita, kerimasita, toturita, momoiïta, eltyubyuïta, coffinita, hafnó, torita, thorogummita, zircó, stetindita, tombarthita-(Y), eulitina i reidita.

### Estructura cristal·lina
La huttonita es compon (en pes) de 71,59% de tori, 19,74% d'oxigen, i 8,67% de silici, de manera que la seva composició és molt propera a la ideal estequiomètrica. Les impureses componen menys del 7% de la fracció molar, i les més importants que han estat observades són UO₂ i P₂O₅.

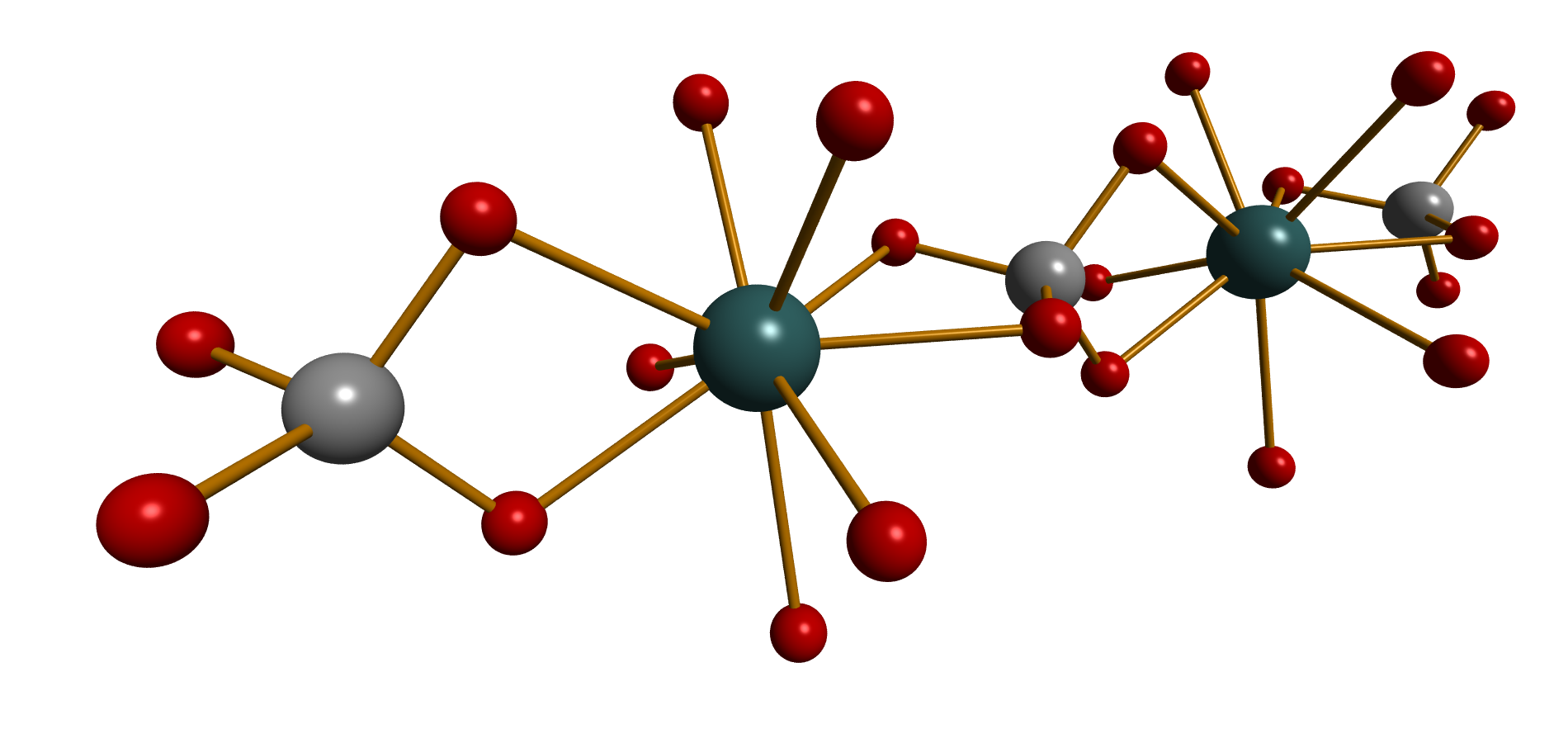
Estructura atòmica de la huttonita al llarg d'una cadena de SiO₄–ThO_{9} (paral·lela a l'eix c). Verd: Th, gris: Si, vermell: O.

La huttonita cristal·litza en el sistema monoclínic amb grup espacial P21/n. La cel·la unitària conté quatre unitats ThSiO₄, i té unes dimensions a = 6.784 ± 0.002Å, b = 6,974 ± 0.003Å, c = 6.500 ± 0.003Å, i un angle inter-axial β=104.92 ± 0,03°. En aquest nesosilicat, cada catió de tori té coordinació [9]. En l'eix axial, quatre àtoms d'oxigen, que formen les vores de dos tetraedres SiO₄ a cada banda de l'àtom de tori, formen una cadena (–SiO₄–Th–) paral·lela a l'eix c. En l'eix equatorial, cinc àtoms d'oxigen que gairebé es troben en el mateix pla, representen els vèrtexs dels diferents tetraedres silicats coordinats amb cada tori. Les longituds dels enllaços Th–O axials són 2,43 Å, 2,51 Å, 2,52 Å, 2,81 Å i les dels enllaços Th–O equatorials, 2,40 Å, 2,41 Å, 2,41 Å, 2,50 Å i 2,58 Å. Els enllaços Si–O són gairebé igual de llargs, amb longituds de 1,58 Å, 1,62 Å, 1,63 Å i 1,64 Å.
La huttonita és isostructural amb la monazita. La substitució de les terres rares i el fòsfor presents en la monazita amb el tori i el silici de la huttonita genera una sèrie de solució sòlida. En el membre pur hattonita, s'ha observat la substitució contínua de tori per altres elements de les terres rares que poden formar fins a un 20% en pes. La presència de tori en la monazita pot ser de fins al 27% en pes. La substitució dels fosfats per silicats també ocorre associada amb la introducció de fluorurs, hidròxids i ions metàl·lics.
La huttonita és el dimorf de la torita. La torita cristal·litza en una forma tetragonal de més alta simetria i més baixa densitat en la qual els atoms de tori estan coordinats amb un oxigen menys, [8], en una estructura octaèdrica. La torita és estable a temperatures més baixes que la huttonita, a una atmosfera, la transició de fase torita-huttonita ocorre entre els 1210 i 1225 °C. A major pressió augmenta la temperatura de transició. Es creu que aquesta temperatura relativament alta de transició explica la raresa relativa de la huttonita en l'escorça terrestre. A diferència de la torita, la huttonita no es veu afectada per metamictizació, és a dir, l'estructura interna dels cristalls de la huttonita no són destruïts a causa de l'acció d'elements radioactius.

## Formació i jaciments
Hutton va suggerir que les mostres de Nova Zelanda descrites l'any 1950 es van originar a partir de esquistos d'Otgao o menes pegmatítiques en els Alps Neozelandesos.
S'han trobat jaciments de huttonita en els següents països: Alemanya, Austràlia, Estats Units, Finlàndia, Itàlia, Kirguizstan, Mèxic, Nova Zelanda, Polònia, Portugal, Regne Unit, República Txeca, Rússia, Sud-àfrica i Suècia.
La huttonita ha estrat trobada associada a altres minerals com: scheelita, cassiterita, uranotorita, ilmenita i or natiu a Nova Zelanda i
cheralita, i ningyoïta a Bogatynia, Polònia.